# 逢隈橋 (郡山市)
逢隈橋（おうくまはし）は、福島県郡山市の阿武隈川に架かる国道288号の道路橋である。

## 概要
- 全長：227.0 m
- 幅員：10.4 m
- 形式：単純活荷重合成鈑桁橋
- 竣工：1969年（昭和44年）[1]

郡山市街地東部を流れる一級河川阿武隈川に架かる。東詰は富久山町福原字水穴、西詰は富久山町北小泉字前田に位置する。南（上流側）にはJR磐越東線阿武隈川橋梁が並行して架かり、双方の間の西岸に支流の桜川の合流地点がある。橋の西側には福島県道73号二本松金屋線と合流する丁字路がある。橋は車道2車線で下り線側に歩道が設置されている。

## 沿革
- 1891年（明治24年） - 当地に三春馬車鉄道の橋梁が木橋として架けられる[2]。
- 1915年（大正4年）1月 - 全長79 m、幅員5.4 mの木橋が架けられる[3]。
- 1939年（昭和14年）4月1日 - 先代にあたる橋梁が架けられる。
  - 全長：219.2 m
  - 幅員：5.5 m
  - 形式：RC連続桁橋・カンチレバー桁橋[4]
- 1969年（昭和44年）：現在の橋梁が架けられる。
- 1970年（昭和45年）4月1日：国道288号として指定される。
- 2010年（平成22年）2月13日：下流にバイパスルートとなる富久山大橋が開通する。

## 周辺
- 富久山自動車学校
- JR磐越東線
- 郡山市立小泉小学校